# Francofonte

Ubicació de Francofonte dins la província

Francofonte (sicilià Francufonti ) és un municipi italià, dins de la província de Siracusa. L'any 2007 tenia 12.497 habitants. Limita amb els municipis de Buccheri, Carlentini, Lentini, Militello in Val di Catania (CT) i Vizzini (CT).

## Administració
| Període | Identitat         | Partit      |
| ------- | ----------------- | ----------- |
| 2008-   | Giuseppe Castania | Centredreta |